# HMS 빅토리
HMS 빅토리(HMS Victory)는 104문의 대포로 무장한 영국 해군의 1급 전열함이다. 1758년 발주되어, 1759년 기공하였고, 1765년 진수하였다. 1805년 트라팔가 해전 당시 넬슨 제독의 기함이었다.
7년 전쟁 중에는 어거스터스 케펠 제독의 기함으로 어션트 해전에 참전하였고, 지브롤터 공방전 때에는 리처드 하우 제독의 기함으로 참전하였으며, 프랑스 혁명 전쟁 기간에는 존 저비 제독의 기함으로 사용되었다. 1824년부터 포츠머스 항구에 정박하여 현역 배치에서 해제되었다.
1922년 포츠머스의 조선소로 옮겨져 박물관으로 개조되었다. HMS 빅토리는 2012년 10월 제1해군경의 기함으로 지정되었고, 이로서 세계에서 가장 오래된 현역 해군 전함이 되었다.

## 건조
1758년 12월 채텀 조선소는 새로운 1급 전열함을 건조하기 위한 건선거 마련을 시작하였다. 당시 영국 해군은 보다 작고 기동성이 좋은 전함을 선호하였기 때문에 이는 매우 이례적인 일이었다. 18세기 전 기간을 통틀어 1급 전열함은 오직 10 척만이 건조되었을 뿐이다. 1758년 12월 13일 당시 영국 총리였던 대 피트는 11 척의 다른 함선과 함께 빅토리의 건조를 주문하였다.
전함의 얼개는 1756년 울위치 조선소에서 건조한 HMS 로열 조지를 바탕으로 하였고, 당시 해군 검사관이기도 하였던 토머스 슬레이드가 설계하였다. 전함은 카로네이드를 비롯한 대포를 최소 100 문, 최대 104 문 또는 106 문 실을 수 있도록 설계되었다. 1808년 HMS 빅토리는 98 문으로 무장 능력을 줄여 개조하여 2급함이 되었지만, 1817년 다시 104문으로 대포수를 늘리고 1급함으로 복귀하였다.
1759년 1월 23일 채텀 조선소의 올드 싱글 도크(Old Single Dock, 오늘날에는 빅토리 도크로 불린다.)에 용골이 놓였다. 배의 이름이 정해진 것은 이듬해인 1760년 10월이었다. 당시 영국은 7년 전쟁에서 유리한 정황을 맞이하여 퀘백과 민덴에서 육전에 승리하였고, 해전도 라구스 해전과 키브롱 만 해전에서 프랑스 해군을 격파하였다. 프랑스와의 전쟁에서 승리하는 "놀라운 한 해"(라틴어: Annus Mirabilis)를 보낸 영국은 승리를 기념하는 의미에서 새 전함의 이름을 빅토리로 하였다.
빅토리호는 골조를 제작하던 도중 전쟁의 여파로 발생한 목재 부족으로 3년 동안 건조가 중단되었다. 7년 전쟁이 끝난 1763년 건조가 재개되어 1765년 5월 7일 진수식을 가졌다. 건조 비용은 63,176 파운드 3 실링으로 2016년 가치로 환산하면 약 7,790,000 파운드에 이른다. 소요된 나무는 약 6,000 그루로 그 가운데 5,500 그루는 참나무이었고 나머지는 느릅나무, 소나무, 전나무 등이었다.
진수식이 있던 날 목공 하틀리 라킨은 건선거의 문이 배의 폭보다 최소한 91⁄2 인치 이상 작다는 것을 발견하였다. 라킨은 상사인 대목수 존 앨린에게 보고하였고, 앨린은 이 상태로는 진수가 불가능하다고 판단하였다. 라킨은 모든 목수를 다 동원해 줄 것을 요청하였고, 목수들은 자귀로 건선거의 문을 깍아내어 무사히 진수를 완료할 수 있었다. 해군이 라킨에게 적당한 보상을 해주려 하였지만, 그는 "식솔이 많음에도" 그것을 거부하였다. 라킨은 1779년 은퇴하여 작은 집에 살았고, 1803년 사망하였다.
건조가 끝난 빅토리호는 당장 쓸 일이 없어 미취역 예비함으로 편재되 메드웨이 강으로 이동하였고, 미국 독립전쟁이 일어날 때까지 13년 동안 예비함인 상태로 남아 있었다. 빅토리 호는 1778년 3월 존 린지 선장에게 배당되었으나, 린지는 얼마 지나지 않아 HMS 프린스 조지을 자신의 전함으로 삼았다. 1778년 5월 케펠 제독이 빅토리 호를 자신의 기함으로 삼았다.
빅토리호는 주철 대포로 무장하여 최하층 갑판에 30 문의 42 파운드(19 kg) 대포를 탑재하였고 2층 갑판에는 28 문의 24 파운드(11 kg) 대포를, 최상층 갑판에는 30 문의 12 파운드 (5 kg) 대포를 장착하였다. 이와 함께 선미 갑판과 선수 갑판에 12 문의 6 파운드 대포를 장착하였다.

## 참고 문헌
- Best, Nicholas (2005). 《Trafalgar - The Untold Story of the Greatest Sea Battle in History》. London: The Orion Publishing Group Ltd. ISBN 0-297-84622-1.
- Christopher, John (2010). 《The HMS Victory Story》. Stroud: The History Press. ISBN 978-0-7524-5605-8.
- Dull, Jonathan R. (2009). 《The Age of the Ship of the Line》. Barnsley: Seaforth Publishing. ISBN 978-1-84832-549-4.
- Eastland, Jonathan; Ballantyne, Iain (2011). 《HMS Victory – First Rate 1765》. Barnsley: Seaforth Publishing, Pen and Sword Books. ISBN 978-1-84832-094-9.
- Lavery, Brian (2003) The Ship of the Line Volume 1: The development of the battlefleet 1650–1850. Conway Maritime Press. ISBN 0-85177-252-8.
- Longridge, Charles. N (1981). 《The Anatomy of Nelson's Ships》. Naval Institute Press. ISBN 0-87021-077-7.
- MacDougall, Philip (1987). 《The Chatham Dockyard Story》. Meresborough Books. ISBN 0-948193-30-1.
- McKay, John (2000). 《The 100-Gun Ship Victory》. Anova Books Ltd. ISBN 978-1-84486-223-8.
- Rodger, N.A.M (2005). 《The Command of the Ocean》. London: Penguin Books. ISBN 0-14-028896-1.
- Stilwell, Alexander (2005). 《The Trafalgar Companion》. Oxford: Osprey Publishing. ISBN 1-84176-835-9.
- Vincent, Edgar (2003). 《Nelson: Love & Fame》. London: Yale University Press. ISBN 0-300-10260-7.
- Warwick, Peter (2005). 《Voices from the Battle of Trafalgar》. David & Charles. ISBN 0-7153-2000-9.
- Willis, Sam (2013). 《In the Hour of Victory - The Royal Navy at War in the Age of Nelson》. London: Atlantic Books Ltd. ISBN 978-0-85789-570-7.
- Wilson, Ben (2013). 《Empire of the Deep》. London: Weidenfeld & Nicolson. ISBN 978-0-297-86408-0.
- Winfield, Rif (2007) British Warships in the Age of Sail 1714–1792: Design, Construction, Careers and Fates. Seaforth Publishing. ISBN 978-1-84415-700-6.
- Winfield, Rif (2005) British Warships in the Age of Sail 1793–1817: Design, Construction, Careers and Fates. Seaforth Publishing. ISBN 978-1-84415-717-4.